# José Antonio Rodríguez (kubański piłkarz)
José Antonio Rodríguez (ur. ?, zm. ?) – kubański piłkarz, reprezentant kraju. Podczas kariery występował na pozycji pomocnik.

## Kariera klubowa
Podczas kariery piłkarskiej José Antonio Rodríguez występował w klubie CD Centro Gallego.

## Kariera reprezentacyjna
José Antonio Rodríguez występował w reprezentacji Kuby w latach trzydziestych. W 1938 roku uczestniczył w mistrzostwach świata. Na mundialu we Francji wystąpił we wszystkich trzech meczach, dwóch spotkaniach I rundy z Rumunią oraz przegranym 0-8 meczu ćwierćfinałowym ze Szwecją.